# Umanism renascentist
Umanismul renascentist sublinia superioritatea literaturii latine și grecești și în special valorile ei în materie de morală personală și publică